# 官服

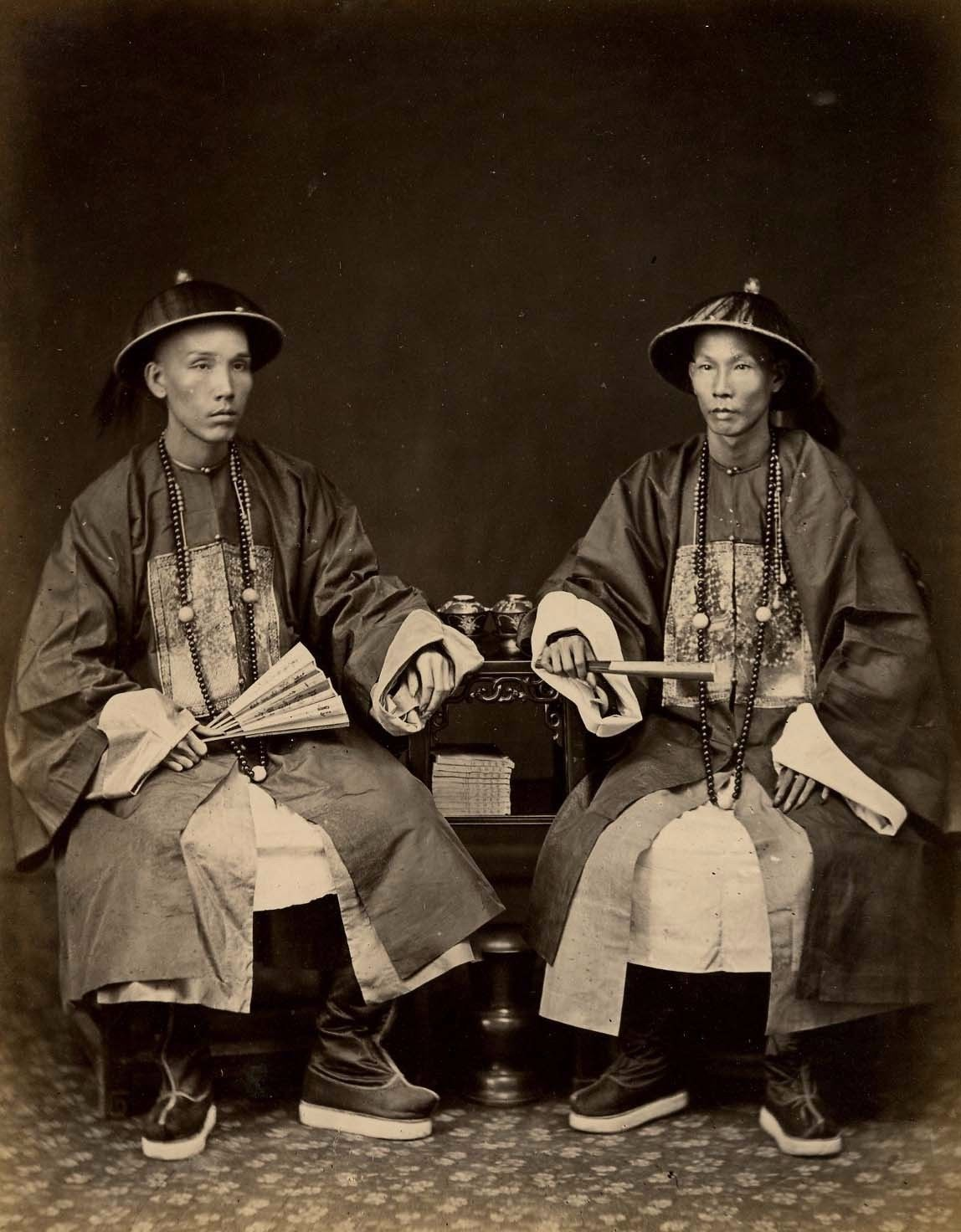
清朝官服

官服是指漢字文化圈包括中国唐朝以後、朝鮮半島朝鮮王朝至大韓帝國時代、越南後黎朝至阮朝、琉球國第二尚氏王朝官員所穿的服飾，分為朝服、公服、補服等。是漢服系服裝常見款式之一。公服為圓領、右衽，用云锦、绫绢制作。朝服是上朝時所穿的服裝。補服綴有補子，為官員日常辦公所穿。官服的一種。常見為圓領袍，前後綴上補子，也有少數是交領，配銙帶（依品級分為角帶、玉帶等）。

## 中国

### 唐代
唐初，官服只有黃和紫色。貞觀后，三品以上服紫、四品服深緋、五品服淺緋、六品服深綠、七品服淺綠、八品服深青、九品服淺青。按慣例三品以上佩金魚袋和金玉带十三銙、五品以上佩銀魚袋，四品佩金带十一銙、五品佩金带十銙、七品以上佩銀帶九銙、九品以上佩馀石八銙。

### 宋代
- 一品绯袍
- 宋代女官官服

宋因唐制，三品以上服紫，五品以上服朱，七品以上服绿，九品以上服青。其制，曲领大袖，下施横襕，束以革带，幞头，乌皮靴。自王公至一命之士，通服之。元豐改制，階官四品以上服紫，三品以上佩玉帶，四品佩金帶，六品以上服緋和佩金塗銀帶，九品以上服綠和佩黑銀犀角帶。

## 朝鮮王朝
朝鲜圆领袍也称为团领、官服。团领前后佩戴胸背（흉배）（即中國的補子）。朝鲜官服（관복，官服）继承了明朝的官服制度。朝鲜国王服衮龙袍。朝鲜后期官吏大分为文官和武官，并穿戴各自不同的官服，穿着官服时还要佩戴冠帽﹑带﹑靴等各种附带品。官吏的品阶不同，官服的颜色或附带品的材料和纹样等都存在差异。整套官服包括袍子﹑带子﹑纱帽﹑木靴。袍子兩腋有袵。官阶不同，官袍的颜色﹑胸背的纹样﹑带子的材质都有所不同。朝鮮君主的官服是红底金色图案的蟒袍。高级官员按照明代公服制度，文官以瑞鸟补子，武官以猛兽补子区分官阶。
胸背采用与袍子一样的面料，在上面绣上飞禽走兽以装饰官服，也代表官位的不同。还会绣上云﹑如意珠﹑波浪﹑岩石﹑水纹﹑不老草﹑水珠﹑花﹑牡丹等纹样。双鹤纹样用于堂上官（正三品以上的官员）级别的文班。双虎胸背用于正三品级以上的堂上官武班。官服的头饰是纱帽，其具有前低后高的双层结构，后侧有两翼，用竹丝和马尾毛勾勒出形态后罩上薄绸缎制作而成。犀带是正一品级的官员才能使用的官带，由水牛角制成。正二品用級金，從二品用素金，正三品用級銀，從三品以及四品用素銀，五品以下黑角带。庶人在官者，用团领而无胸背。朝鲜官服内着深衣。
- 双鹤胸背翡玉色官服
- 双鹤胸背
- 鹤胸背官服
- 官员绿袍
- 鄭麟趾
- 金弘集
- 着朝鲜王朝末期官服的穆麟德
- 官服制式
- 武官官服双虎胸背

## 越南

### 後黎朝
後黎朝時期，其官服大體仿傚明朝，但略有不同。黎聖宗於1466年6月制定了文武服色、自一品至三品著紅衣、四五品着綠衣、餘著青衣，官員的補子，則是「凡食獸法象，公、侯、伯、駙馬竝文武正品畫一，從品畫二，風憲堂上司畫一，分司畫二，雲、河、山、水、葩木諸樣，繁殺不拘。以五彩彰施于五色絺繡金線，聽各從宜。」。中興黎朝时期，越南又在1661年6月重新制訂官服儀制，除了帶烏紗帽外，文官一品衣紫、二至五品衣紅、六至七品衣靑、八品九品衣靑黑色。此外，官服補子一品至二品用僊鶴、三品用錦鷄、四品至六品用孔雀、七品用白鶴、八品九品用鷦鷯，而御使等官員補子俱用獬豸。在明清鼎革後，黎朝曾颁文禁止清朝风俗流入越南。正和十七年（1696年），黎熙宗以「自清入帝中國，薙髪短衣，一守滿州故習，宋明衣冠、禮俗爲之蕩然」，下旨明令移居越南的中国人必须遵从越南风俗，不许沿用清朝习俗，亦禁止越南人仿效清朝服饰。。
在中國的史料中，顧炎武記黎朝官員「其士大夫衣冠悉從明制，朝覲大禮則紗帽、蟒袍、園帶、著鞋、執笏。賓主往來，則著袍，前後有補戴，綸巾，著靴。其巾上有飾，用金用銀，視其職品。紗帽則翅甚長，帽上有箍，金銀亦不等。袍式一品用紅，次用藍，自四品以下用綠。便見則著道袍，裹頭巾」。清朝的《欽定皇朝文獻通考》同樣記載安南使者「文職紗帽、圓領帶靴，平時則用黑色緞高頭帽，青布濶袖袍。武職無紗帽圓領，朝賀日用紅哆囉呢帽，各色彩緞、濶袖袍紅哆囉呢齊肩掛或虎豹象補服」。康熙年間，曾經出使安南的中國使者周灿在其著作《願學堂集》也記錄黎朝官員「该国衣冠，文职纱帽，圆领带靴俱备。平时则用黑尾织高头帽、青布阔袖袍」。
在同時期的李氏朝鮮記錄中，黎朝的使者形象多是「束髮垂後。戴烏紗帽。被闊袖紅袍。拖飾金玳瑁帶。穿黑皮靴」。1691年，朝鮮肅宗向使臣閔黯詢問安南國使者衣冠制度時，閔黯回答說安南使者「以頭着黑紗帽，而以白銀爲揷角穴，身服紅錦有紋團領，而胸背繡龍形，制樣小於我國之制，帶率皆黑衣而着黑巾, 巾制甚高, 無論尊卑, 盡被頭髮...」。1748年，朝鮮使者洪啟禧在介紹外國使者衣制時，亦記「安南則紗帽章服，頗與我相似」。1790年，黎朝滅亡後，朝鮮使者徐浩修評價越南西山朝使者形象就說「從臣亦匝網巾。戴五梁烏帽。穿蟒袍。而色或用靑或用紫。束金帶。袍文駁雜詭怪。類倡優服。與安南古制判異」，使者成種仁亦說西山朝使者「貌甚孱劣, 俱着戲子蟒袍, 與該國舊制大異云」，可見黎亡以後，越南的官服衣制出現了巨大的改變。

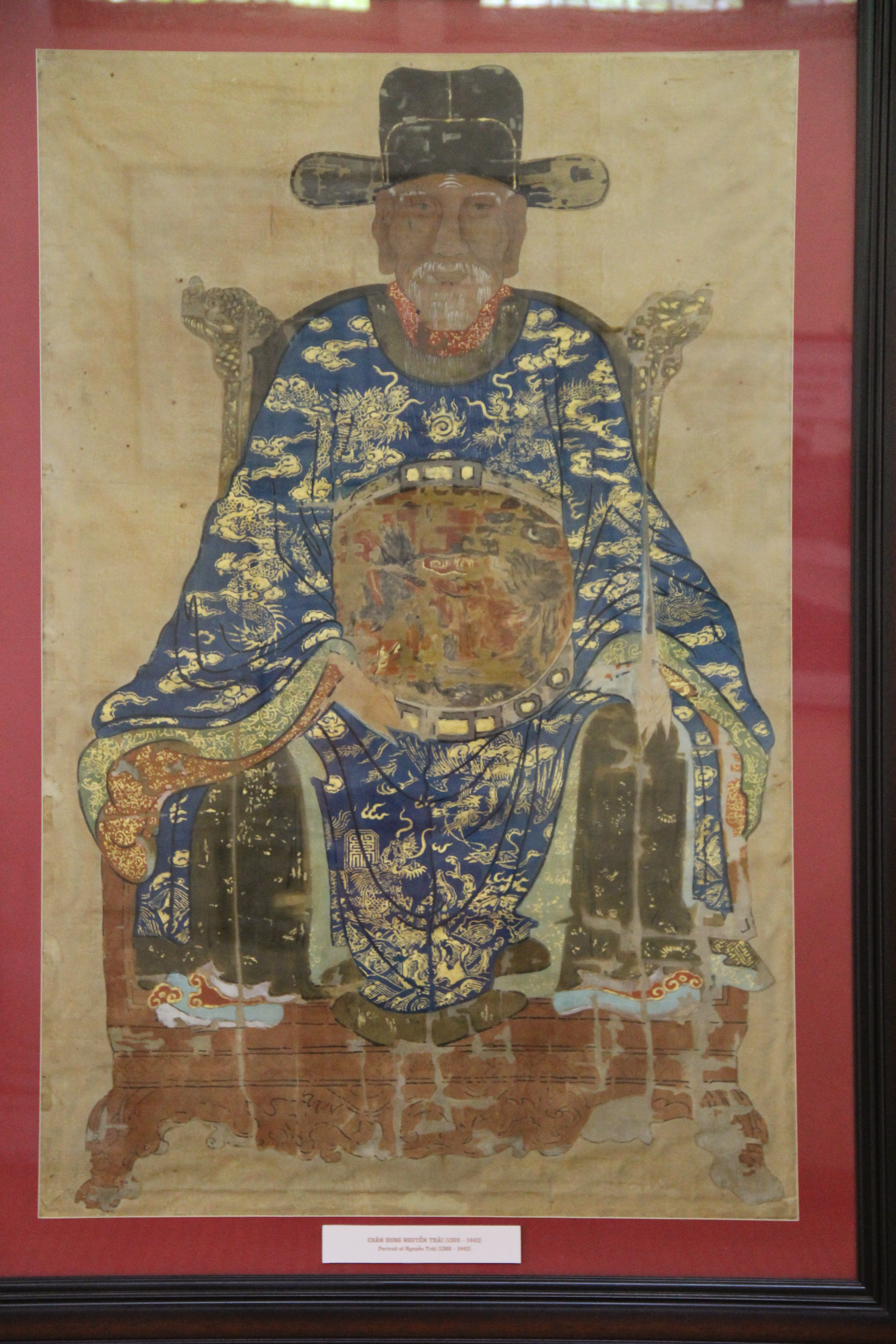
黎初名臣阮廌畫像 (1380年—1442年)
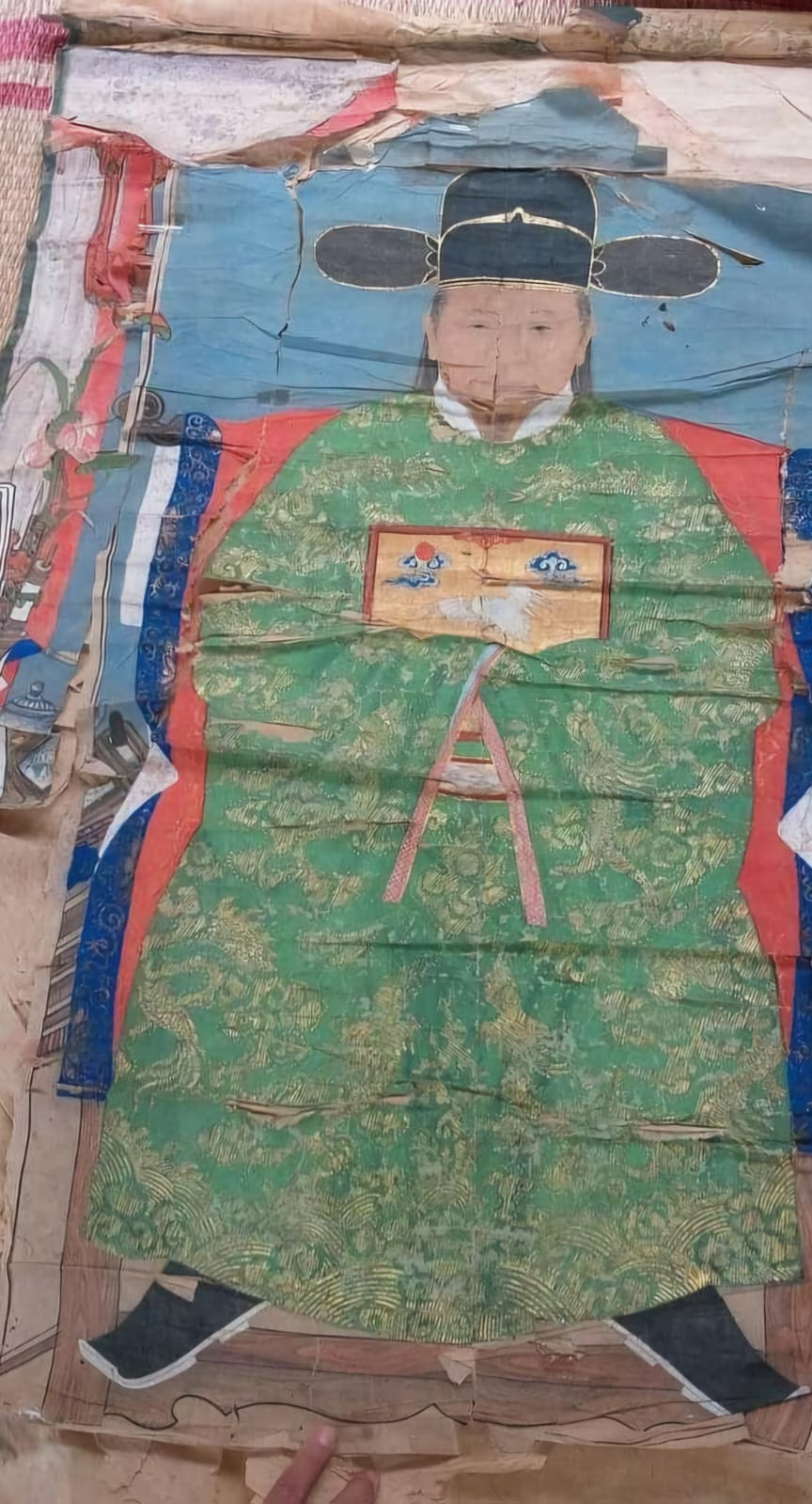
越南中興黎朝時期官員畫像
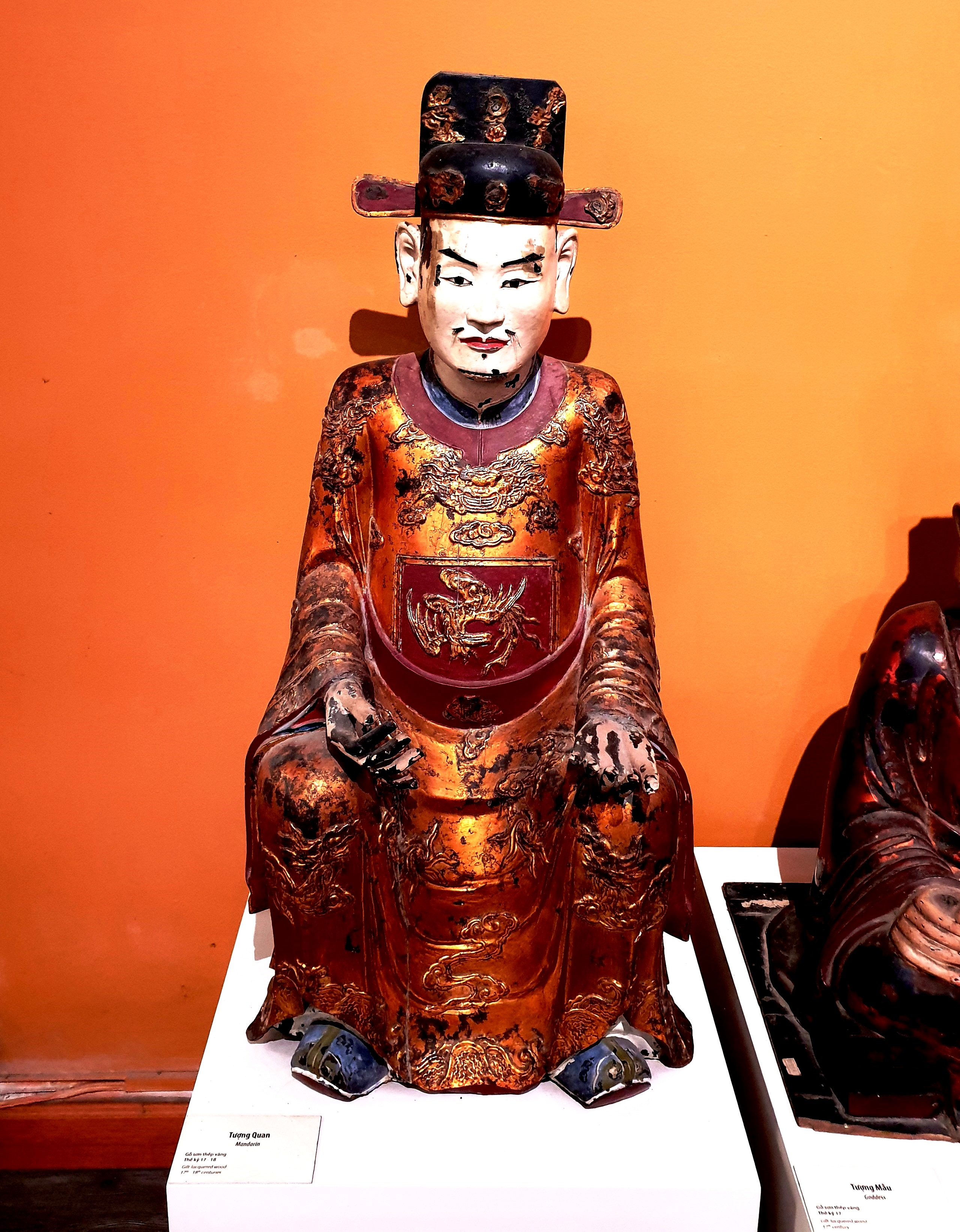
越南博物館藏的中興黎朝時期官員雕像
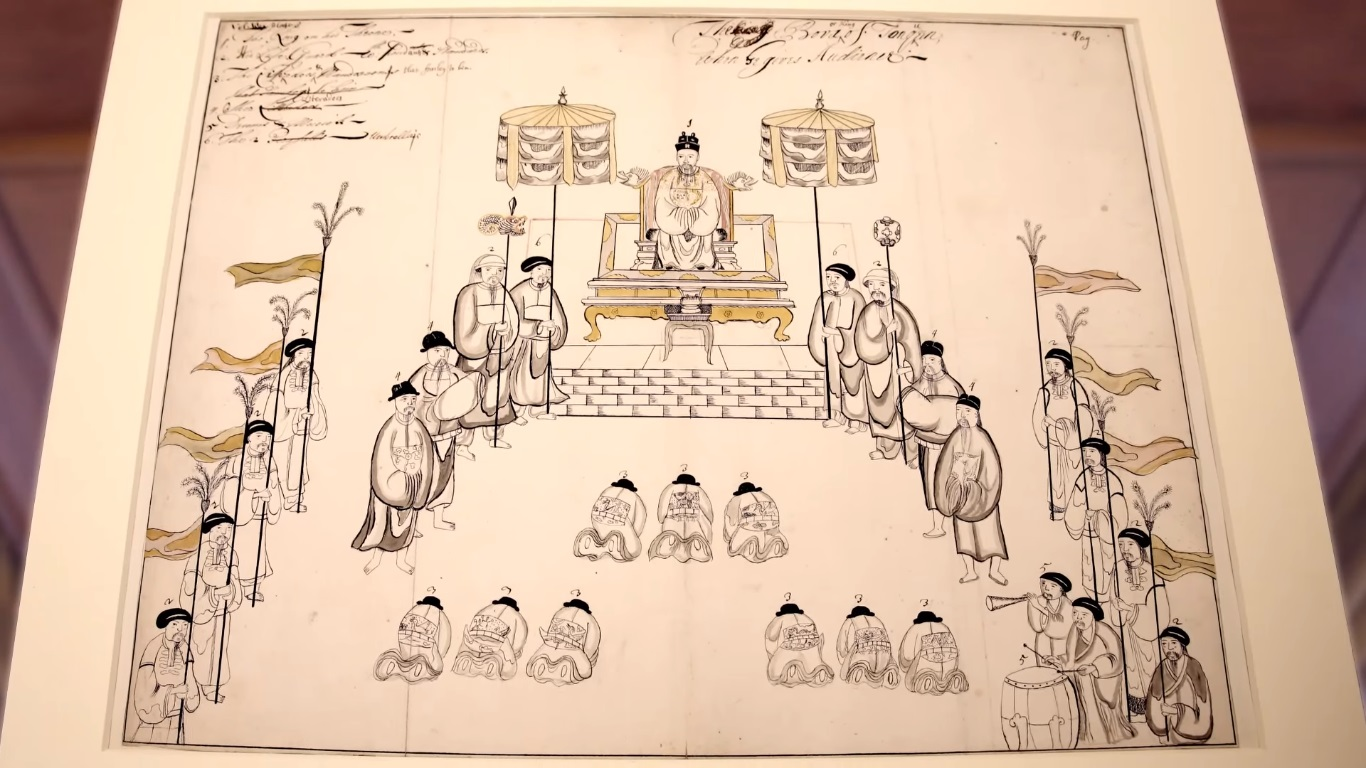
塞繆爾·巴倫(Samuel Baron)記錄17世紀時中興黎朝官員朝拜的畫像
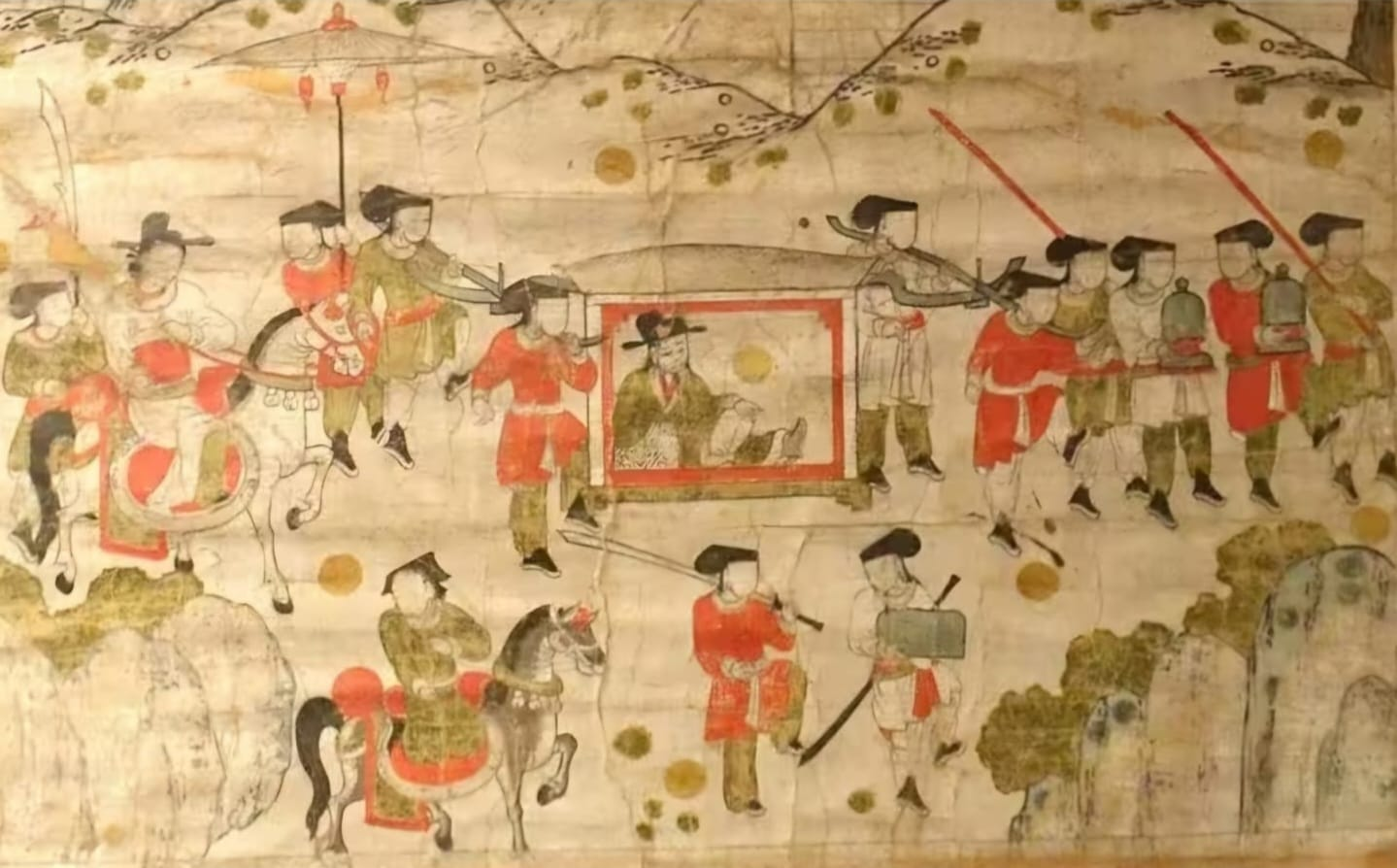
越南18世紀《文官榮歸圖》，文官頭帶烏紗帽，著青吉衣
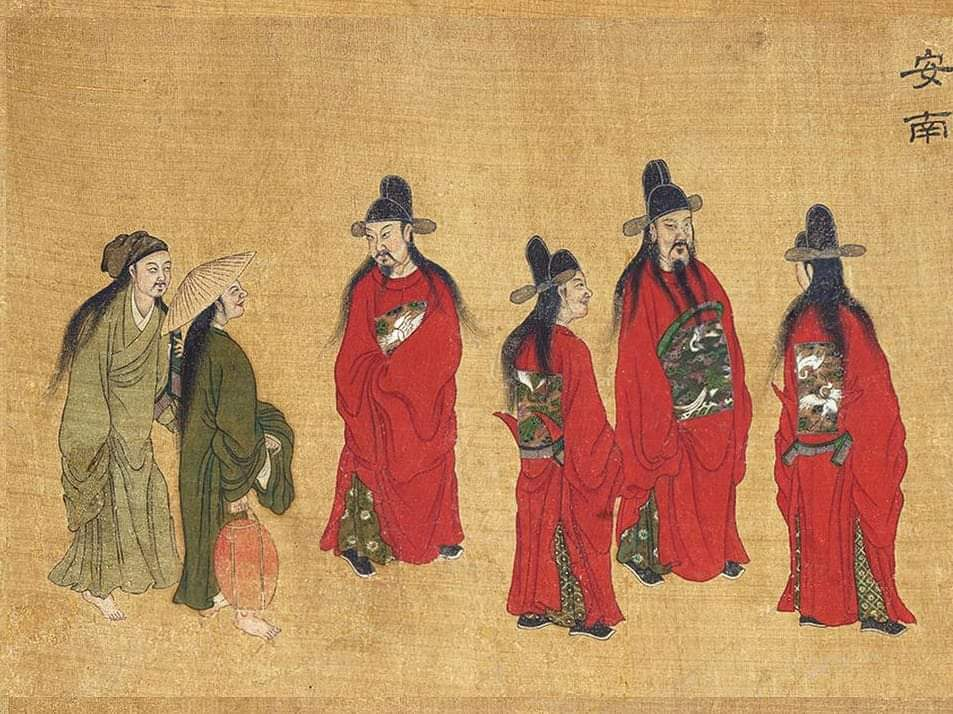
清代《一统志舆地图八幅》所記錄18世紀的中興黎朝官員形象
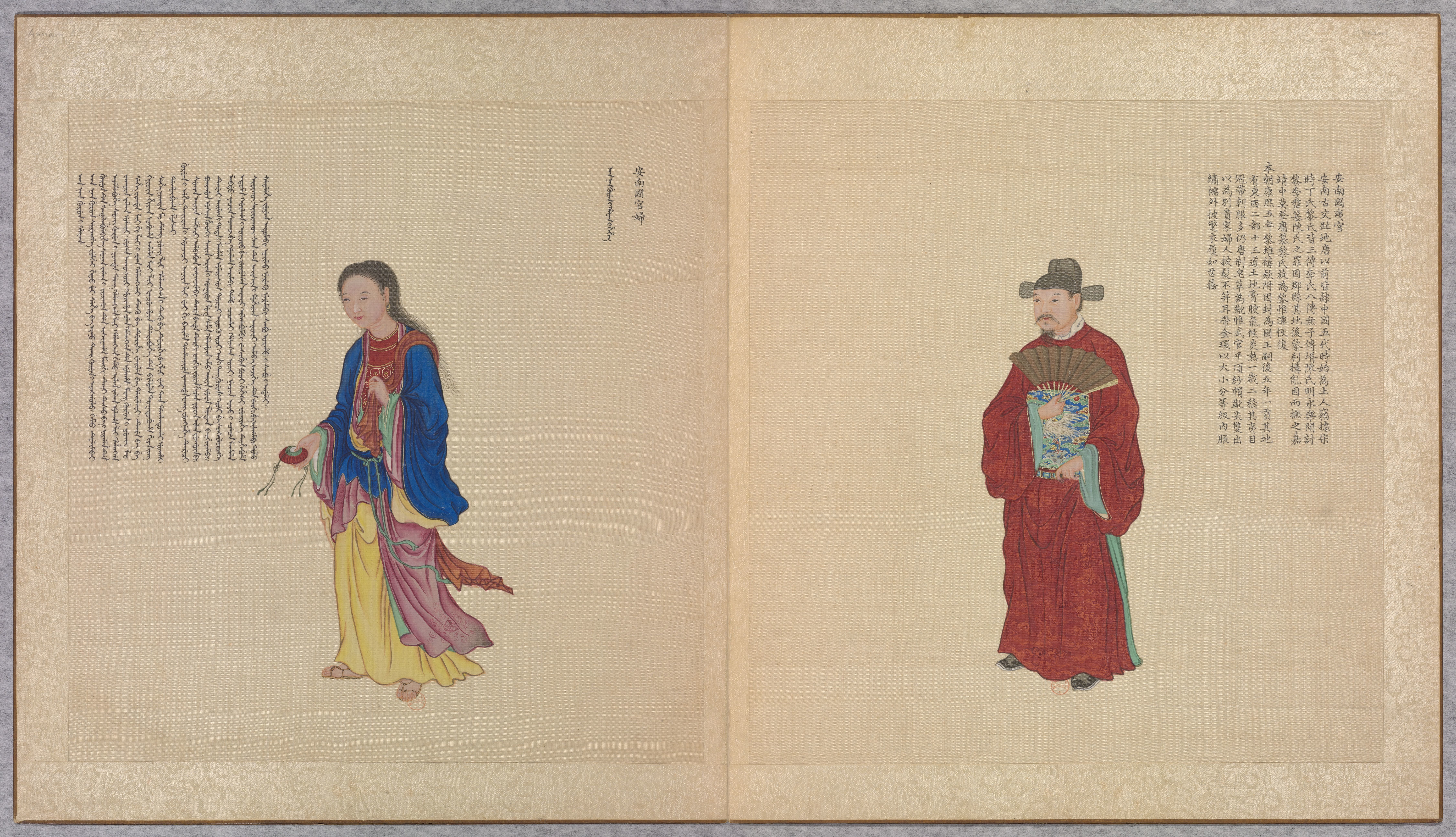
清乾隆《皇清職貢圖》所記錄18世紀的中興黎朝官員形象
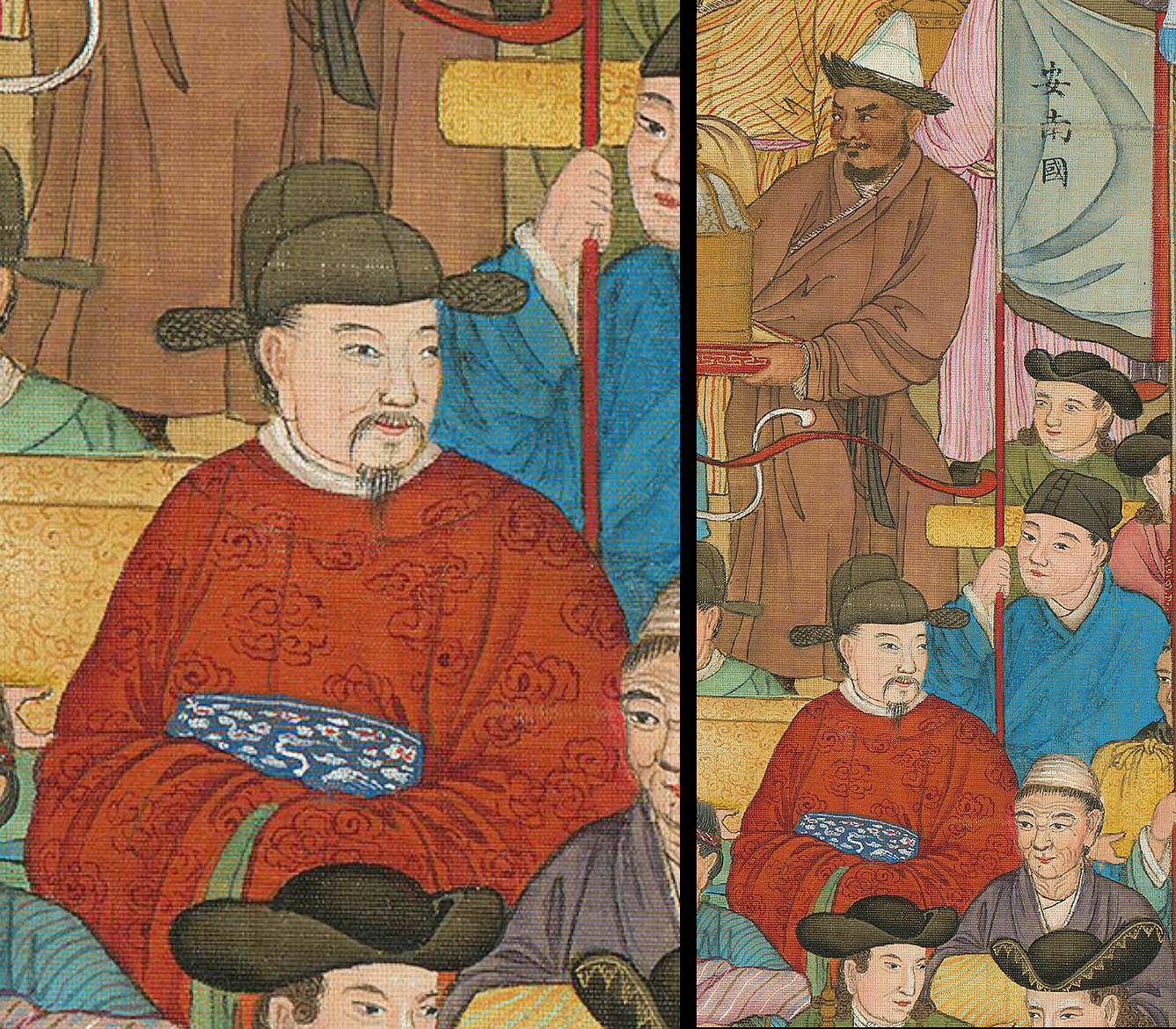
清乾隆《萬國來朝圖》所記錄18世紀的中興黎朝官員形象

### 阮朝
阮朝建立（1802年）以后，对朝服、官服、礼服等正式服饰做出了明确规定。《大南实录·正编·第一纪·世祖实录》记载：“嘉隆五年（1806年）四月、定文武品服。诏曰：大朝品服、自一品之上至正七品，文阶冠并用圆幞头样、武阶并用方幞头样。 …… 一品之上、文武并用蟒袍紫色。自正一品至从三品、文武并蟒袍、青绿蓝黑诸色随用。正四品、从四品文武并花袍、青绿蓝黑诸色随用。正五品、从五品文武并纱缎、青绿蓝黑诸色随用。补子文绣云雁、武绣文豹、并红地。正六品、从六品袍并同五品、补子文绣白鹏、武绣熊、并红地、正七品袍同六品、补子文绣鸳鸯。红地带身并红色。”明命帝、紹治帝、嗣德帝在位期間正值清代道光年間，越南官员仍以乌纱帽、圆领補服、角带为常服。

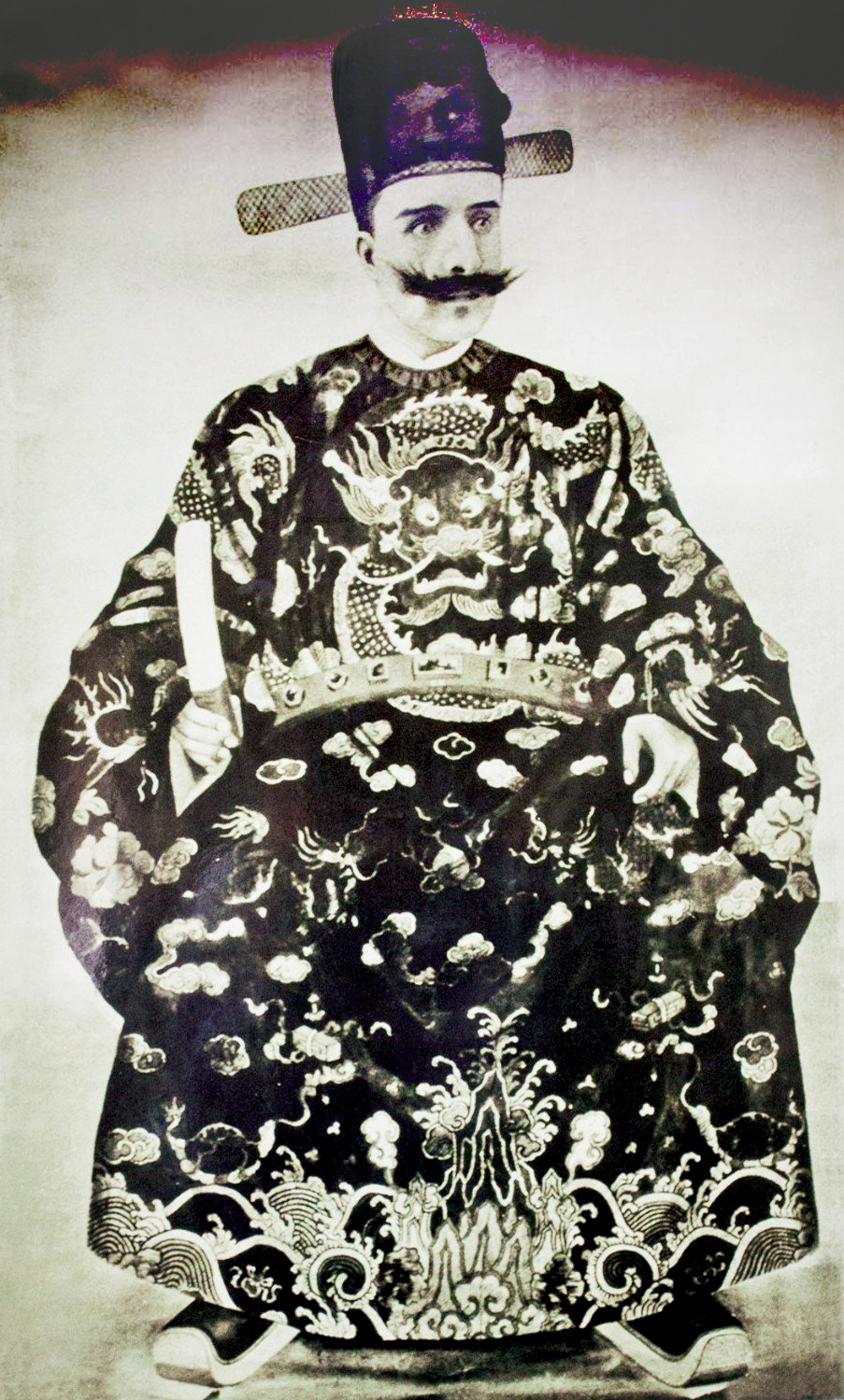
方蘇雅（Auguste Francois）曾著越南官服的照片，1898年。
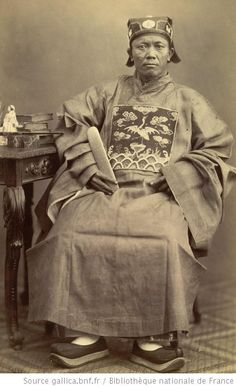
出使法國的越南官員常服。
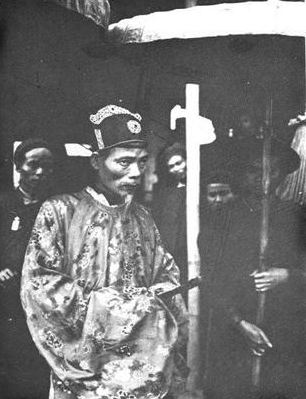
越南科舉的一名陈姓監考者（1897年）。
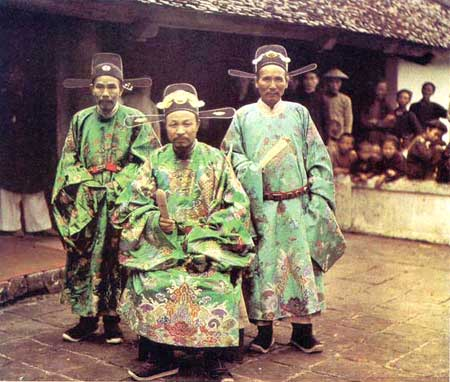
19世紀末的越南官員。
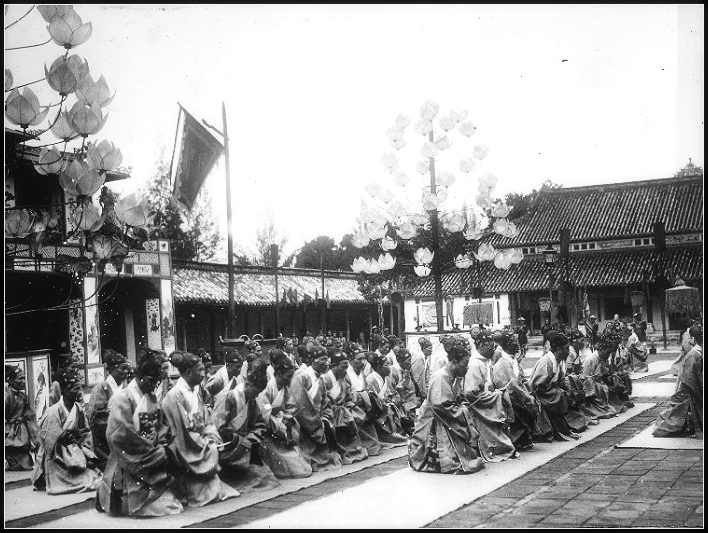
1924年9月至10月的越南啟定帝四十歲壽辰的慶典（四旬大慶）。

## 琉球國
嘉靖十一年，明世宗颁赐琉球国尚真王世子尚清国王纱帽一顶（展角全）、金厢犀束带一条、常服罗一条、大红织金胸背麒麟圆领一件。。自此琉球官員於接見明清冊封使及向日本朝貢的使節皆穿上模仿明代官常服。
- 琉球王国官员補服

## 官服婚礼
婚礼是嘉礼之一。唐宋制度，男方四品以上以冕服婚，九品以上以爵弁服婚，庶人以绛公服婚。女方以礼衣或连裳嫁。也是中式婚禮和韓式婚禮中新郎的服裝之一，明制規定士庶婚禮新郎可假九品官服，但實際上多有僭越（在朝鮮王朝所有男子婚禮時也可穿一次官服）。
- 現代明制婚礼礼服女圆领霞披男圆领補服
- 现代韩国婚礼女阔衣男团领